# SK Olomouc ASO
O SK Olomouc ASO foi uma equipe de futebol da cidade de Olomouc, na região da Morávia, na República Tcheca. Foi fundado em 1912 e deixou de existir em 1951.
O clube nunca teve uma grande participação no campeonato nacional, porém conquistou em uma oportunidade a Copa da República Tcheca (na época, Protetorado da Boêmia e Morávia), em 1940, ao vencer o SK Prostejov na final pelos placares de 3 a 1 em casa e 2 a 1 fora.

## Títulos
- Copa da Tchéquia: 1 (1940).